# Leros flygplats
Leros flygplats är en flygplats på ön Leros i ögruppen Dodekaneserna i Grekland.   Den ligger 290 km öster om Aten. 
Landningsbanan är 1.075 meter lång och ligger tolv meter över havet.